# Umberto Giordano

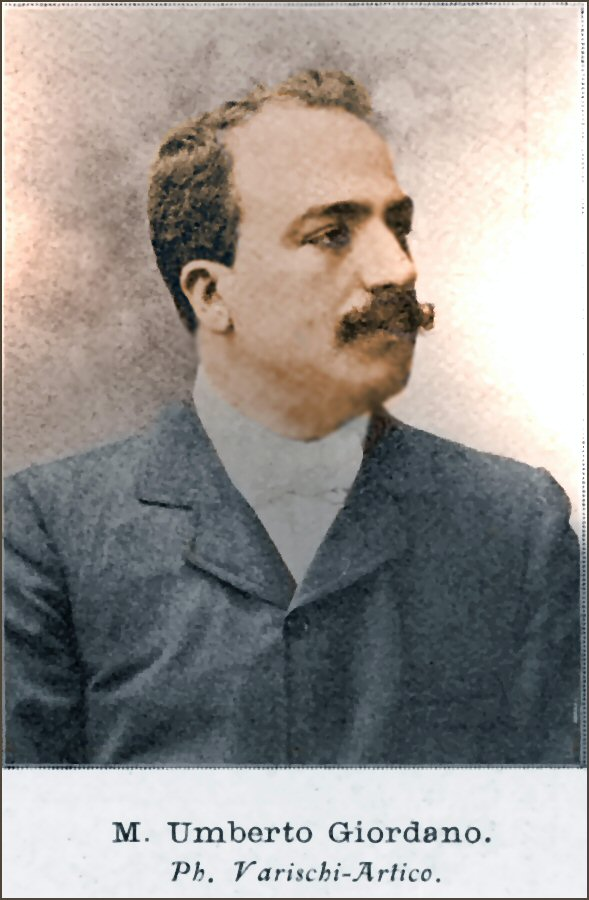
Umberto Giordano, 1905

Umberto Menotti Maria Giordano (28. srpna 1867, Foggia – 12. listopadu 1948, Milán) byl italský, převážně operní skladatel, představitel italského verismu v hudbě.

## Život
Narodil se ve Foggii v provincii Puglia. Studoval u Paola Serraa na konzervatoři v Neapoli. První operu Marina zkomponoval již v roce 1888 a zúčastnil se s ní soutěže na nejlepší jednoaktovou operu vypsanou hudebním vydavatelem Sonzogno. V této soutěži zvítězil Pietro Mascagni se svým Sedlákem kavalírem (Cavalleria rusticana), ale Giordano si získal pozornost poroty, neboť jako nejmladší účastník se umístil na šestém místě ze 73 uchazečů. Získal tak objednávku na novou operu pro sezónu 1891/1892.
Na objednávku reagoval operou s typicky veristickým tématem nádeníka, který slíbí, že zachrání prostitutku, pokud bude vyléčen z tuberkulózy. Premiéra opery v divadle Teatro Argentina v Římě způsobila menší skandál, ale dílo bylo s úspěchem uvedeno i ve Vídni, Berlíně a v Praze.
V následující opeře Regina Diaz se pokusil o poněkud romantičtější žánr, ale jeho pokus byl natolik neúspěšný, že opera byla po dvou představeních stažena z repertoáru.
V roce 1895 přesídlil do Milána a vrátil se k žánru veristické opery. V krátké době zkomponoval dvě díla, která založila jeho světovou proslulost. První byla opera Andrea Chénier, založená na tragickém osudu básníka André Chéniera v době Francouzské revoluce. Velký úspěch sklidila také opera Fedora, napsaná na text divadelní hry tehdy módního dramatika Victoriena Sardoua. Fedora je památná i tím, že v ní vystoupil s velkým úspěchem tehdy ještě neznámý tenorista Enrico Caruso.
Zkomponoval ještě šest oper (jedna zůstala nedokončená), ale žádná z nich se již nestala součástí světového repertoáru, i když občas se objeví pokusy o jejich oživení. Zemřel v Miláně 12. listopadu 1948. Rodné město Foggia mu zůstalo věrné. Místní divadlo nese jeho jméno a na ulicích a v parcích byly postaveny sochy s postavami z jeho děl.

## Opery
- Marina (1888, neprovedeno)
- Mala Vita (1892, Řím – přepracovaná verse 1887, Milán)
- Regina Diaz (1894, Neapol)
- André Chénier (1896, Milán, Teatro alla Scala) [1]
- Fedora (1898, Milán, Teatro Lirico)
- Siberia (Milán, Teatro alla Scala; přepracovaná verse 1927, Milán)
- Marcella (1907, Milán, Teatro Lirico)
- Mese mariano (1910, Palermo, Teatro Massimo)
- Madame Sans-Gêne (1915, New York, Metropolitní opera)
- Giove a Pompei (1921, Řím), společně s Alberto Franchetti
- La cena delle beffe (1924, Milán, Teatro alla Scala)
- Il Rè (1929, nedokončeno)